# 今橋ビルヂング
今橋ビルヂング（いまばし-）は、大阪府大阪市中央区今橋に所在する歴史的建築物。国の登録有形文化財となっており、生きた建築ミュージアム50選に選定されている。

## 概要
1925年（大正14年）に建築され、当初は消防署出張所として用いられた。2005年（平成17年）には大阪市が財政改善のために売却するものの、補強工事が行われた上で建物は存続した。現在テナントのレストラン「ダル ポンピエーレ」はイタリア語で「消防士」を意味する。１階は消防車を収納する車庫だったため、天井が高い空間。かつて待機室があった2階にはバルコニーが、2～3階の窓枠は大きなチューダーアーチ状で装飾されている。

## 建築
1925年建築、2005年改修、街路に北面して建つ間口6間の鉄筋コンクリート地上3階建、建築面積65m2。外壁はタイル貼り。2007年7月31日、旧大阪市中央消防署今橋出張所として国の登録有形文化財に登録された。

## 現地情報

### 住所
- 大阪市中央区今橋4丁目5-19

### 交通アクセス
- Osaka Metro御堂筋線淀屋橋駅、四ツ橋線肥後橋駅より徒歩3分

### 周辺施設
- 大阪倶楽部
- 三井住友銀行大阪本店ビル（旧 住友ビルディング）
- 淀屋橋odona